# Введенское (Москва)
Введенское — бывшее село в России, которое на рубеже XVII—XVIII вв. слилось с соседним селом Семеновское, и вместе с ним было присоединено к Москве в 1864 г.

## Географическое расположение
Село Введенское находилось на территории современного района Соколиная гора.

## История
Считается, что село Введенское было основано в 1643 году, когда царица Евдокия Лукьяновна распорядилась соорудить деревянную церковь в честь праздника Введения во храм Пресвятой Богородицы. По данным 1681 г. при церкви служили поп, дьякон, пономарь и просвирница.
Изначально местность, где раскинулось село, называли «Введенские горы», так как оно находилось на возвышенном левом берегу Яузы. Некоторое время Введенское считалось присёлком села Покровское, которое лежало на противоположном берегу.
По переписи 1646 года в селе насчитывалось 13 дворов оброчных крестьян, количество которых со временем увеличилось до 22. К концу XVII в. в селе появилось 18 дворов солдат Семеновского полка.
На рубеже XVII—XVIII вв. Введенское и Семёновское села объединились в одно и стали все чаще называться «Семёновская слобода, Введенское тож».

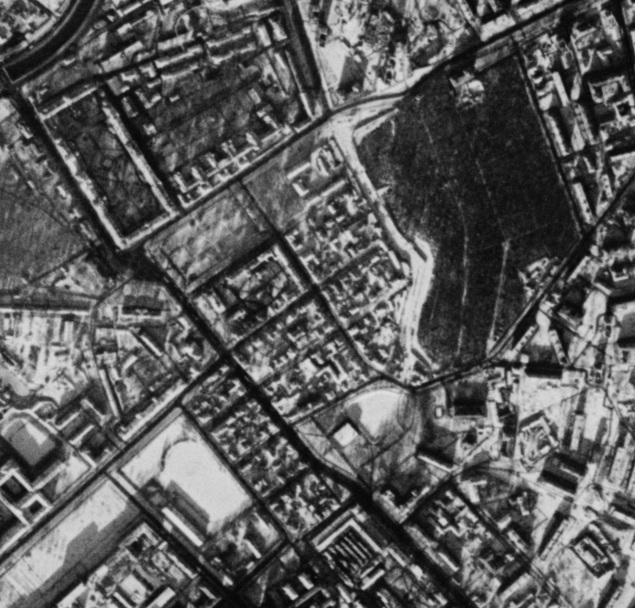
Застройка бывшего села на космоснимке Corona 1968 года.

## Память
Память о селе Введенское сохранилась только в названии бывшего немецкого кладбища, основанного в начале 1770-х годов на землях села Карачарова Спасо-Андроникова монастыря и получившего название Введенское, так как было расположено в Введенских горах.